# Alpine A521
Der Alpine A521 ist der Formel-1-Rennwagen von Alpine für die Formel-1-Weltmeisterschaft 2021. Er ist der 26. Formel-1-Wagen von Renault und der erste, der unter der Bezeichnung Alpine gemeldet ist. Er wurde am 2. März 2021 präsentiert.

## Technik und Entwicklung
Wie alle Formel-1-Fahrzeuge des Jahres 2021 ist der Alpine A521 ein hinterradangetriebener Monoposto mit einem Monocoque aus kohlenstofffaserverstärktem Kunststoff (CFK). Außer dem Monocoque bestehen auch viele weitere Teile des Fahrzeugs, darunter die Karosserieteile und das Lenkrad aus CFK. Auch die Bremsscheiben sind aus einem mit Kohlenstofffasern verstärkten Verbundwerkstoff.
Da das technische Reglement zur Saison 2021 weitgehend stabil blieb, ist der A521 zum größten Teil aus dem Vorgängermodell Renault R.S.20 weiter entwickelt.
Angetrieben wird der A521 von einem 1,6-Liter-V6-Motor von Renault in der Fahrzeugmitte mit Turbolader sowie einem 120 kW starken Elektromotor, es ist also ein Hybridelektrokraftfahrzeug. Das sequentielle Getriebe des Wagens hat acht Gänge. Der Gangwechsel wird über Schaltwippen am Lenkrad ausgelöst. Das Fahrzeug hat nur zwei Pedale, ein Gaspedal (rechts) und ein Bremspedal (links). Genau wie viele andere Funktionen wird die Kupplung, die nur beim Anfahren aus dem Stand verwendet wird, über einen Hebel am Lenkrad bedient.
Das Fahrzeug ist insgesamt 2000 mm breit, die Breite zwischen Vorder- und Hinterachse beträgt 1600 mm, die Höhe 950 mm. Der Frontflügel ist 2000 mm breit, der Heckflügel 1050 mm und 820 mm hoch. Der Diffusor ist 175 hoch mm sowie 1050 mm breit. Der Wagen ist mit 305 mm breiten Vorderreifen und mit 405 mm breiten Hinterreifen des Einheitslieferanten Pirelli ausgestattet, die auf 13-Zoll-Rädern montiert sind.
Der A521 hat, wie alle Formel-1-Fahrzeuge seit 2011, ein Drag Reduction System (DRS), das durch Flachstellen eines Teils des Heckflügels den Luftwiderstand des Fahrzeugs auf den Geraden verringert, wenn es eingesetzt werden darf. Auch das DRS wird mit einem Schalter am Lenkrad des Wagens aktiviert.
Der A521 ist mit dem Halo-System ausgestattet, das einen zusätzlichen Schutz für den Kopf des Fahrers bietet.

## Lackierung und Sponsoring
Der A521 ist überwiegend in Blau lackiert, zusätzlich gibt es Farbakzente in Weiß und Rot.
Neben Alpine und Motorenhersteller Renault werben BP, Castrol, DuPont de Nemours, Genii Capital, Mapfre, Microsoft, Plug Power, RCI Banque und Yahoo auf dem Fahrzeug.

## Fahrer
Alpine tritt in der Saison 2021 mit der Fahrerpaarung Fernando Alonso und Esteban Ocon an. Ocon bestreitet seine zweite Saison für das Team, Alonso kehrt nach zwei Jahren Abwesenheit in die Formel-1-Weltmeisterschaft zurück und ersetzt Daniel Ricciardo, der zu McLaren wechselt.

## Ergebnisse
| Fahrer                          | Nr.                             | 1   | 2  | 3 | 4  | 5  | 6   | 7  | 8  | 9   | 10 | 11 | 12 | 13 | 14 | 15 | 16 | 17  | 18 | 19 | 20 | 21 | 22 | Punkte | Rang |
| ------------------------------- | ------------------------------- | --- | -- | - | -- | -- | --- | -- | -- | --- | -- | -- | -- | -- | -- | -- | -- | --- | -- | -- | -- | -- | -- | ------ | ---- |
| Formel-1-Weltmeisterschaft 2021 | Formel-1-Weltmeisterschaft 2021 |     |    |   |    |    |     |    |    |     |    |    |    |    |    |    |    |     |    |    |    |    |    | 155    | 5.   |
| F. Alonso                       | 14                              | DNF | 10 | 8 | 17 | 13 | 6   | 8  | 9  | 10  | 7  | 4  | 11 | 6  | 8  | 6  | 16 | DNF | 9  | 9  | 3  | 13 | 8  | 155    | 5.   |
| E. Ocon                         | 31                              | 13  | 9  | 7 | 9  | 9  | DNF | 14 | 14 | DNF | 9  | 1  | 7  | 9  | 10 | 14 | 10 | DNF | 13 | 8  | 5  | 4  | 9  | 155    | 5.   |

| Legende  | Legende            | Legende                                                          |
| Farbe    | Abkürzung          | Bedeutung                                                        |
| -------- | ------------------ | ---------------------------------------------------------------- |
| Gold     | –                  | Sieg                                                             |
| Silber   | –                  | 2. Platz                                                         |
| Bronze   | –                  | 3. Platz                                                         |
| Grün     | –                  | Platzierung in den Punkten                                       |
| Blau     | –                  | Klassifiziert außerhalb der Punkteränge                          |
| Violett  | DNF                | Rennen nicht beendet (did not finish)                            |
| Violett  | NC                 | nicht klassifiziert (not classified)                             |
| Rot      | DNQ                | nicht qualifiziert (did not qualify)                             |
| Rot      | DNPQ               | in Vorqualifikation gescheitert (did not pre-qualify)            |
| Schwarz  | DSQ                | disqualifiziert (disqualified)                                   |
| Weiß     | DNS                | nicht am Start (did not start)                                   |
| Weiß     | WD                 | zurückgezogen (withdrawn)                                        |
| Hellblau | PO                 | nur am Training teilgenommen (practiced only)                    |
| Hellblau | TD                 | Freitags-Testfahrer (test driver)                                |
| ohne     | DNP                | nicht am Training teilgenommen (did not practice)                |
| ohne     | INJ                | verletzt oder krank (injured)                                    |
| ohne     | EX                 | ausgeschlossen (excluded)                                        |
| ohne     | DNA                | nicht erschienen (did not arrive)                                |
| ohne     | C                  | Rennen abgesagt (cancelled)                                      |
| ohne     | keine WM-Teilnahme |                                                                  |
| sonstige | P/fett             | Pole-Position                                                    |
| sonstige | 1/2/3/4/5/6/7/8    | Punktplatzierung im Sprint-/Qualifikationsrennen                 |
| sonstige | SR/kursiv          | Schnellste Rennrunde                                             |
| sonstige | *                  | nicht im Ziel, aufgrund der zurückgelegten Distanz aber gewertet |
| sonstige | ()                 | Streichresultate                                                 |
| sonstige | unterstrichen      | Führender in der Gesamtwertung                                   |